# 許書揚
許書揚（1959年—）是一名企業家與專欄作家，畢業於臺灣科技大學，擁有美國南伊利諾州立大學電腦科學碩士。

## 簡介
許書揚出生於新北市，父親來自福建省晉江縣，早年隨兄長旅居菲律賓，後來響應政府號召，加入黃埔軍校，軍旅生涯近二十年。退役後，定居台灣，隨後開始發展紡織事業，成功於中國跟菲律賓及台灣創辦了多家企業，並成為著名菲律賓華僑商人。許母是家庭主婦，出生於台北市。許為父母的第三個兒女，上有兩位姊姊。
許書揚大學時受父親鼓舞，前往美國就讀，在分不清電腦科學與計算機工程的情形下，選擇了有獎學金的計算機科學。
許書揚擔任天下Cheers雜誌、工商時報及管理雜誌等平面媒體的專欄作家。他擁有美國電腦科學碩士，卻涉足人力資源管理領域。

## 學歷
- 美國南伊利諾大學 電腦科學碩士（1988）
- 國立台灣科技大學 工業管理學士（1984）

## 經歷
許書揚於美國南伊利諾大學畢業後，加入美國運通（American Express）擔任人事經理。
1991年，加入保聖那（Pasona Ｇroup， TYO:2168 日本股票上市公司）管理顧問公司，擔任台灣分公司負責人。除了負責Pasona Group與MGR Consulting公司的營運外，亦曾擔任保聖那集團（Pasona Group）亞太地區總裁以及中國、香港、新加坡、台灣、泰國等地分公司總經理。
目前為經緯智庫（MGR Consulting）管理顧問公司 （页面存档备份，存于）及保聖那（Pasona）台灣分公司 （页面存档备份，存于）總經理。
許書揚曾獲頒Pasona Group全球海外分公司績效最佳經理人獎。
許書揚獲頒國立臺灣科技大學９４年度傑出校友。
許書揚亦曾擔任國立臺灣科技大學管理學院校友會理事長，同時亦獲聘為教授級專家。
許書揚亦創辦中華人力資源社會責任協會（HRSR） （页面存档备份，存于）並擔任會長，積極參與社會公益活動。
許書揚亦受邀擔任行政院人才政策會報委員。
同時也是天下Cheers、工商時報、管理雜誌及經理人雜誌專欄作家。

## 著作列表
- 你可以更搶手（1998/奧林文化）
- Top100 面談題目排行榜（1999/奧林文化）
- e時代跳槽高手（2000/奧林文化）
- 獵人觀點（2007/商訊文化）
- 獵人觀點 II（2010/商訊文化）
- 讓面試主管錄用你！面試主管最常問的100個題目（2010/奧林）
- CEO要的不是你（2012/天下雜誌）
- CEO最在乎的事（2013/天下雜誌）
- 態度講堂（2015/天下雜誌）
- 人才管理聖經：向財星五百大學習最佳實務 （2017/天下雜誌）
- 人才管理聖經：向財星五百大學習最佳實務（增訂版） （2018/天下雜誌）
- 我會日文，我驕傲（2019/天下雜誌）
- 尋找CEO接班人（2020/天下雜誌）

## 外部連結
- 經緯智庫股份有限公司（MGR Consulting Co., Ltd） （页面存档备份，存于）
- 保聖那管理顧問股份有限公司（Pasona Taiwan Co., Ltd） （页面存档备份，存于）